# ستيف ميريت
ستيف ميريت (بالإنجليزية: Steve Merritt)‏ هو راقص أمريكي، ولد في 17 يناير 1945 في سان خوسيه في الولايات المتحدة، وتوفي في 26 يناير 1993 في لوس أنجلوس في الولايات المتحدة.

## وصلات خارجية
- ستيف ميريت على موقع IMDb (الإنجليزية)